# Jesse Joronen
Jesse Joronen (Rautjärvi, 21 maart 1993) is een profvoetballer uit Finland, die speelt als doelman. In juli 2019 tekende hij een contract bij Brescia, dat hem overnam van FC Kopenhagen.

## Interlandcarrière
Joronen maakte zijn debuut onder leiding van bondscoach Mixu Paatelainen op 23 januari 2013 in de vriendschappelijke uitwedstrijd tegen Thailand (3-1 overwinning) in Chiang Mai. Ook Rasmus Schüller (HJK Helsinki) maakte in die wedstrijd zijn debuut voor de nationale A-ploeg van Finland.
| Interlands van Jesse Joronen     | Interlands van Jesse Joronen     | Interlands van Jesse Joronen     | Interlands van Jesse Joronen     | Interlands van Jesse Joronen     | Interlands van Jesse Joronen     |
| №                                | Datum                            | Wedstrijd                        | Uitslag                          | Competitie                       |                                  |
| Als speler van Maidenhead United | Als speler van Maidenhead United | Als speler van Maidenhead United | Als speler van Maidenhead United | Als speler van Maidenhead United | Als speler van Maidenhead United |
| -------------------------------- | -------------------------------- | -------------------------------- | -------------------------------- | -------------------------------- | -------------------------------- |
| 1                                | 23 januari 2013                  | Thailand – Finland               | 1 – 3                            | Vriendschappelijk                |                                  |
| Als speler van Fulham FC         |                                  |                                  |                                  |                                  |                                  |
| 2                                | 29 maart 2016                    | Noorwegen – Finland              | 2 – 0                            | Vriendschappelijk                |                                  |
| Als speler van AC Horsens        |                                  |                                  |                                  |                                  |                                  |
| 3                                | 9 november 2017                  | Finland − Estland                | 3 – 0                            | Vriendschappelijk                |                                  |
| 4                                | 11 januari 2018                  | Jordanië – Finland               | 1 – 2                            | Vriendschappelijk                |                                  |
| 5                                | 26 maart 2018                    | Finland – Malta                  | 5 – 0                            | Vriendschappelijk                |                                  |
| Als speler van FC Kopenhagen     |                                  |                                  |                                  |                                  |                                  |
| 6                                | 18 november 2018                 | Hongarije – Finland              | 2 – 0                            | UEFA Nations League 2018/19      |                                  |
| 7                                | 8 januari 2019                   | Finland – Zweden                 | 1 – 0                            | Vriendschappelijk                |                                  |
| Als speler van Brescia           |                                  |                                  |                                  |                                  |                                  |
| 8                                | 18 november 2019                 | Griekenland – Finland            | 2 – 1                            | Kwalificatie EK 2020             |                                  |
| 9                                | 7 oktober 2020                   | Polen – Finland                  | 5 – 1                            | Vriendschappelijk                |                                  |
| 10                               | 11 november 2020                 | Frankrijk – Finland              | 0 – 2                            | Vriendschappelijk                |                                  |